# 1971-72 ABAシーズン
1971-72 ABAシーズン（英語: 1971–72 ABA season）は、アメリカン・バスケットボール・アソシエーション (ABA) の5シーズン目である。ABAファイナルでインディアナ・ペイサーズがニューヨーク・ネッツをシリーズ4勝2敗で破り、2度目の優勝を果たした。
1970-71シーズン - 1971-72シーズン - 1972-73シーズン

## 概要
リーグ史上初めて、前シーズンと異なる州に移転したフランチャイズはなかった。唯一、ダラス・チャパラルズがダラスの賃貸契約を交わし、前シーズンのテキサス・チャパラルズから名称を変更した。
このシーズンから、バスケットボール史上屈指の名選手であり、ABAオールタイムチームおよびNBA35周年、NBA50周年、NBA75周年記念チームに選ばれている、ジュリアス・アービングが参加している。

## 順位

### イースタン・ディビジョン
| チーム                     | 勝 | 敗 | 勝率 | 差 |
| -------------------------- | -- | -- | ---- | -- |
| ケンタッキー・カーネルズ   | 68 | 16 | .810 | -  |
| バージニア・スクワイアーズ | 45 | 39 | .536 | 23 |
| ニューヨーク・ネッツ       | 44 | 40 | .524 | 24 |
| フロリディアンズ           | 36 | 48 | .429 | 32 |
| カロライナ・クーガーズ     | 35 | 49 | .417 | 33 |
| ピッツバーグ・コンドルズ   | 25 | 59 | .298 | 43 |

### ウェスタン・ディビジョン
| チーム                   | 勝 | 敗 | 勝率 | 差 |
| ------------------------ | -- | -- | ---- | -- |
| ユタ・スターズ           | 60 | 24 | .714 | -  |
| インディアナ・ペイサーズ | 47 | 37 | .560 | 13 |
| ダラス・チャパラルズ     | 42 | 42 | .500 | 18 |
| デンバー・ロケッツ       | 34 | 50 | .405 | 26 |
| メンフィス・プロズ       | 26 | 58 | .310 | 34 |

## 表彰
- ABA最優秀選手賞: アーティス・ギルモア, ケンタッキー・カーネルズ
- 新人王: アーティス・ギルモア, ケンタッキー・カーネルズ
- 最優秀コーチ賞: トム・ニッソーク, ダラス・チャパラルズ
- プレーオフMVP: フレディ・ルイス, インディアナ・ペイサーズ
- オールスターゲームMVP: ダン・イッセル, ケンタッキー・カーネルズ
- オールABAファーストチーム
  - ダン・イッセル, ケンタッキー・カーネルズ (ファーストチーム初選出、計2回目のオールABAチーム選出)
  - リック・バリー, ニューヨーク・ネッツ (4回目)
  - アーティス・ギルモア, ケンタッキー・カーネルズ
  - ドニー・フリーマン, ダラス・チャパラルズ (ファーストチーム初選出、計4回目のオールABAチーム選出)
  - ビル・メルキオーニ, ニューヨーク・ネッツ
- オールABAセカンドチーム
  - ウィリー・ワイズ, ユタ・スターズ
  - ジュリアス・アービング, バージニア・スクワイアーズ
  - ゼルモ・ビーティ, ユタ・スターズ (2回目)
  - ラルフ・サンプソン, デンバー・ロケッツ
  - チャーリー・スコット, バージニア・スクワイアーズ
- オールABAルーキーチーム
  - ジュリアス・アービング, バージニア・スクワイアーズ
  - アーティス・ギルモア, ケンタッキー・カーネルズ
  - ジョージ・マクギニス, インディアナ・ペイサーズ
  - カール・ジョン・ニューマン, メンフィス・プロズ
  - ジョン・ロッシュ, ニューヨーク・ネッツ